# Депортація народів у СРСР
Депорта́ція наро́дів — інструмент радянської національної політики сталінських часів. Депортація народів була насильницьким переселенням громадян за національною ознакою у віддаленій   місцевості СРСР, де вони розміщалися у спецпоселеннях. Загалом від цих вимушених внутрішніх переселень постраждало близько 6 мільйонів людей. Унаслідок цього з них загинуло від 1 до 1,5 мільйонів.

## 1920-ті роки
Радянська депортаційна політика почалася з виселення білих козаків і великих землевласників у 1918—1925 роках.
Першими жертвами радянських депортацій стали козаки Терської області, які в 1920 році були виселені зі своїх будинків і відправлені в інші місцевості Північного Кавказу, в Донбас, а також на Крайню Північ, а їхню землю було передано чеченцям та інгушам. У 1921 році РРФСР депортовувала козаків-«куркулів» із Семиріччя, а у 1922 році — гуманітаріїв (так званий «філософський пароплав»).
У 1925—1928 роках провадила роботу так звана тристороння комісія УРСР, БРСР та РРФСР щодо перерозподілу кордонів, і як наслідок роботи тієї комісії та розподілу кордонів з українських земель Стародубщині, Білгородщини, Орловщини, Дону були депортовані на Зелений, Малиновий та Сірий Клин сотні тисяч українців.

## 1930-ті роки
З 1930-х років починається відмова від колишньої національної політики, що виразилося в ліквідації культурної (а в ряді випадків і політичної) автономії окремих народів й етнічних груп. У цілому це відбувалося на тлі централізації влади в країні, переходу від територіального до галузевого керування, репресій проти реальної й потенційної опозиції, масштабних голодоморів[джерело?].
1930 року СРСР розпочав зачистку західних кордонів — і знову депортації українців. Так звана «куркульська» висилка 1930-36 рр. забрала знову десятки тисяч українців. В середині 1930-х в Ленінграді проводилися масові арешти естонців і фінів. З весни 1935, на підставі секретного наказу НКВС від 25 березня 1935, із прикордонних районів на північному заході СРСР були примусово виселені місцеві жителі, основна частина з яких були фіни-інгерманландці. Також були примусово виселені до Казахстану поляки та німці Пулинського німецького району[джерело?]. У вересні 1937 року на підставі спільної постанови Раднаркому й ЦК ВКП(б) № 1428-326 «Про виселення корейського населення із прикордонних районів Далекосхідного краю», підписаного Йосипом Сталіним і В'ячеславом Молотовим, 172 тисячі етнічних корейців були виселені із прикордонних районів Далекого Сходу. Виселення «неблагонадійних» націй із прикордонних територій звичайно пов'язується з військовими приготуваннями[джерело?].
З кінця 1937 року поступово були ліквідовані всі національні райони й сільради за межами титульних республік й областей. Також за межами автономій було згорнуте викладання й випуск літератури на національних мовах[джерело?].

## Депортації часів Другої світової війни
Із захопленням Радянським Союзом Західної України, Західної Білорусі та Балтійських країн у 1939—1940 роках, депортації торкнулись і народів, що мешкали на цих землях.
Уже восени 1939 p. перша хвиля депортації охопила польських осадників, які виселялися разом із сім'ями. Протягом грудня 1939 — березня 1940 pp. із Західної України та Західної Білорусі було депортовано понад 137 тисяч осіб. Їх виселяли в північно-східні області РРФСР, Комі АРСР і Казахстану.
Друга хвиля депортації прокотилась у квітні 1940 p., коли було вивезено заможних селян — «куркулів» (до 6 тис. сімей із Західної України та Західної Білорусі). Всього із Західної України в 1939—1940 pp. було вислано до Сибіру, Поволжя, Казахстану та на Північ, за різними підрахунками, від 10 до 20 % населення. Чимало невинних людей, яких німецько-радянська війна застала в місцевих тюрмах, було знищено.
Депортація торкнулася і балтійських народів, зокрема з 14 по 18 червня 1941 року з Литви було вислано у віддалені райони Сибіру і Крайньої Півночі близько 34 тисяч чоловік.
Депортації продовжувалися і після нападу Німеччини на Радянський Союз. Так, 28 серпня 1941 року указом Президії Верховної Ради СРСР була ліквідована Автономна республіка німців Поволжя. 367 000 німців було депортовано на схід (на збори давалося два дні): у республіку Комі, на Урал, в Казахстан, Сибір і на Алтай. Частково німці були відкликані з діючої армії. В 1942 почалася мобілізація радянських німців у віці від 17 років у робочі колони. Мобілізовані німці будували заводи, працювали на лісозаготівлях й у рудниках.
Були депортовані також представники народів, країни яких входили в гітлерівську коаліцію (угорці, болгари, фіни).
На підставі рішення Військової ради Ленінградського фронту від 20 березня 1942 року із прифронтової зони в березні-квітні 1942 року було депортовано близько 40 тисяч німців і фінів. Ті з них, хто повернувся додому після війни, були повторно депортовані в 1947—1948 р.
У 1943—1944 роках були проведені масові депортації калмиків, інгушів, чеченців, карачаївців, балкарців, кримських татар, ногайців, турків-месхетинців, понтійських греків — в основному за обвинуваченням в колабораціонізмі, поширеному на весь народ. Були ліквідовані (якщо вони існували) автономії цих народів. 18 травня 1944 року за наказом Сталіна весь кримськотатарський народ був звинувачений у колабораціонізмі та депортований з Криму.

## Реабілітація
У 1957—1958 були відновлені національні автономії калмиків, чеченців, інгушів, карачаївців і балкарців; цим народам було дозволено повернутися на свої історичні території. Повернення репресованих народів здійснювалося не без складностей, які й тоді, і згодом привели до національних конфліктів (так, почалися зіткнення між чеченцями, що поверталися, і заселеними за час їхнього вигнання в Грозненську область росіянами; Приміський район був переданий від інгушів у Північно-Осетинську АРСР). Однак значній частині репресованих народів (поволзькі німці, кримські татари, турки-месхетинці, греки, корейці й ін.) і в цей час не були повернені ні національні автономії (якщо такі були), ні право повернутися на історичну батьківщину.
29 серпня 1964 р., тобто через 23 роки після депортації, Президія Верховної Ради СРСР своїм Указом від 29.08.1964 № 2820-VI скасувала огульні звинувачення відносно депортованого німецького населення, а указ, що зняв повністю обмеження у свободі пересування й підтверджував право німців на повернення в місця, звідки вони були вислані, був прийнятий у 1972 році.
14 листопада 1989 року Декларацією Верховної Ради СРСР були реабілітовані усі депортовані народи, у тому числі чеченський і інгушський, визнані незаконними й злочинними репресивні акти проти них на державному рівні у вигляді політики наклепу, геноциду, насильницького переселення, скасування національно-державних утворень, установлення режиму терору й насильства в місцях спецпоселень.
У 1991 р. прийнятий закон про реабілітацію репресованих народів. Через 15 років після визнання в СРСР, у лютому 2004 року Європарламент визнав факт депортації чеченців та інгушів у 1944 році актом геноциду.